# Bob Helekia Ogola
Mgr. Bob Helekia Ogola, plným jménem Robert Helekia Ogola (* 20. února 1966 v Keni) je duchovní Českobratrské církve evangelické, který sloužil po mnoho let v nejdeckém sboru této církve.

## Životopis
O studiu teologie uvažoval již v mládí, a proto využil možnosti studia na Evangelické teologické fakultě v Praze, kde byl od roku 1988. Po vysoké škole působil jeden rok v Brně a následně 10 let v Domově odpočinku ve stáří ve středočeských Krabčicích, kde byl jeho vedoucím Miroslav Erdinger. V roce 2007 zareagoval na výzvu sboru v Nejdku, který hledal faráře. Místním farníkům se líbil a od té doby zde pracoval jako jejich duchovní. K roku 2021 se uvádí na sboru Chotiněves.

### Rodina
Jeho manželkou je Michaela, kterou poznal během studia bohosloví. S ní má dvě děti – starší, dceru Loice (Lojs) Michaelu, a mladšího, syna Boba Daniela. Ogolova rodina v Keni je ovšem široká, neboť jeho otec (anglikánský duchovní) má devět manželek, s nimiž má celkem 70 potomků.